# 盖拉德·卡森蒂
盖拉德·卡森蒂是一位法国裔美国生物学家，毕业于巴黎大学，哥伦比亚大学教授，专攻骨內分泌學，2010年因发现骨形成和移除的分子机制而获理查德·劳恩斯伯里奖。